# چوب‌زردهای دوردست
چوب‌زردها (نام علمی: Cladrastis) نام یک سرده از زیرخانواده باقالی‌ها است.